# 伊拉克利翁
伊拉克利翁（希臘語：Ηράκλειο）是希腊克里特大区伊拉克利翁专区的一个市镇，为克里特島上的最大的城市，同时也是所在大区及专区的首府。市镇面积为244.6平方公里，2011年人口数量为173,993人。名稱含義為“赫拉克勒斯之城”。

## 历史
伊拉克利翁是弥诺斯文明时期克里特岛最大的人口中心，據說古希臘神話中米諾斯王的王宮，米諾斯迷宮就建在這裡。由阿瑟·埃文斯发现并发掘的克诺索斯宫殿遗址就位于附近。由此可以推断大约在公元前2000年左右这里应该有港口存在，但这一推断并未得到考古证据证明。
现代的伊拉克利翁于824年由撒拉逊人建立，命名为“Ḫandaq”。他们在城市周边挖了护城河并允许海盗将其作为避风港。
961年，拜占庭帝国攻占伊拉克利翁，大肆屠杀撒拉逊人，将城市付之一炬并在其重建后对其进行了长达243年的控制。
1203年，第四次东征十字军扶持已被废黜的拜占庭皇帝伊萨克二世重登皇位。作为此次政治交易的一部分，次年，协助过十字军的威尼斯共和国控制了伊拉克利翁。威尼斯人改进加固了城市防御工事并将其更名为意大利语“（Candia）”，至今仍有人用此来称呼克里特岛。
1647年，奥斯曼帝国对伊拉克利翁进行了长达22年的围攻，血腥的战争使30,000克里特岛人和120,000土耳其人死亡。威尼斯人最终于1669年投降，奥斯曼帝国占领城市并其及整个克里特岛更名为“Kania”。后来，伊拉克利翁港逐渐淤塞，奥斯曼人将大部分生意都转到了岛西部的哈尼亚。
1898年，奥斯曼人撤离，伊拉克利翁获得独立。1913年，城市成为希腊王国的成员并更名为现名，意为赫拉克勒斯之城（City of Heracles）。

## 基础设施
伊拉克利翁是重要的海运港口和渡口，人们可以在这里乘渡船前往锡拉岛、罗德岛、埃及、海法和希腊大陆。
城市还拥有伊拉克利翁国际机场和希腊空军基地。

## 名人
- 尼科斯·卡赞察基斯：作家
- 扬娜·安耶洛普洛斯-扎斯卡拉基：2004年雅典奥运会组委会主席
- 格列柯：西班牙三大画家之一
- 奥德修斯·埃里蒂斯：诗人，诺贝尔文学奖获得者

## 氣候
由於緯度相當低，終年氣溫很高。

## 經濟

### 特產
除了橄欖栽培和發達的漁業之外，還盛產高級染料，如貝紫、波斯漿果。

## 旅游景點
- 伊拉克利翁考古学博物馆，有大量的米諾斯文明遺存。